# 斯特拉頓街

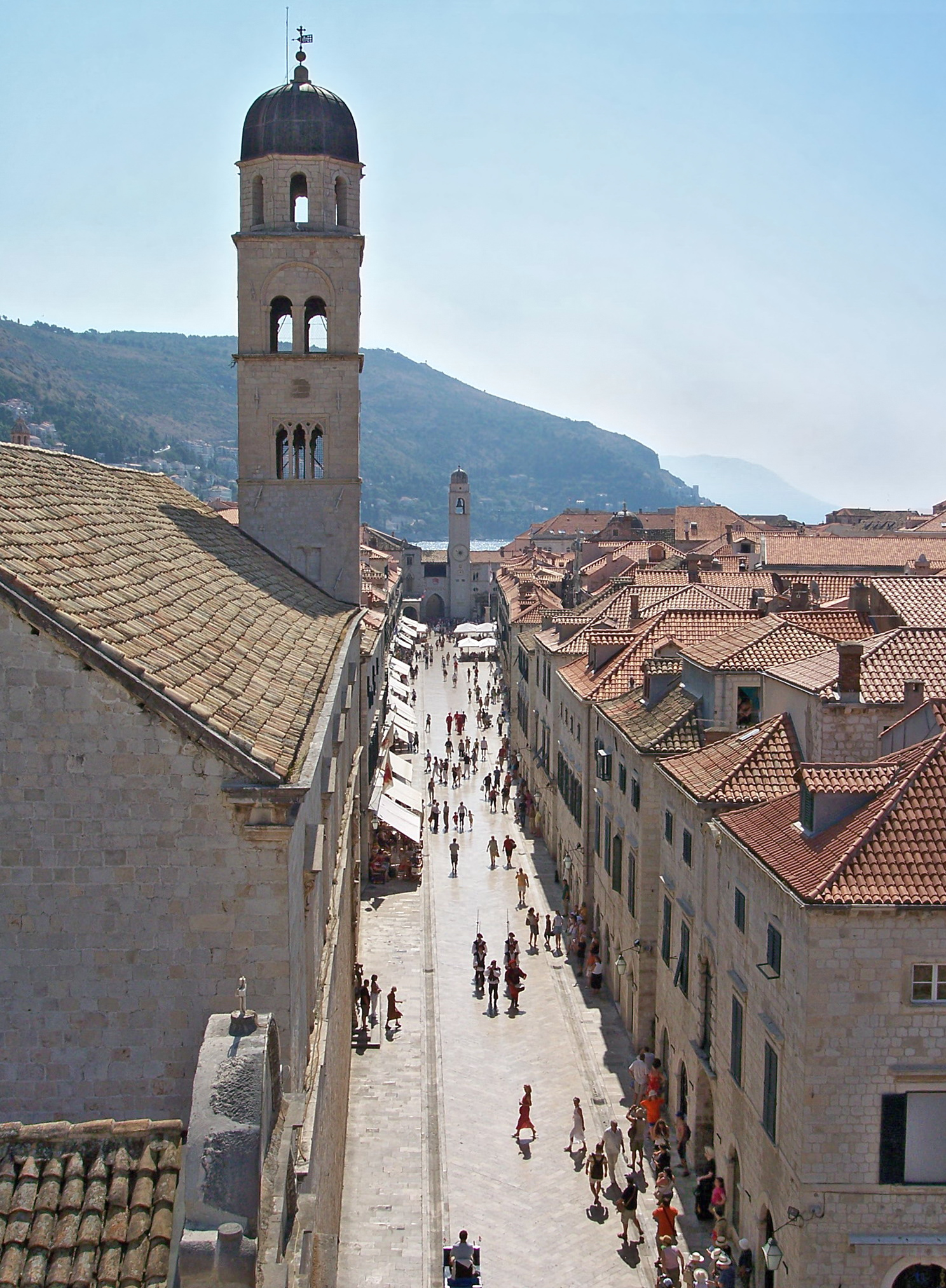
斯特拉頓街

斯特拉頓街（Stradun）是克羅埃西亞城市杜布羅夫尼克的主要街道，全長約300米，縱貫杜布羅夫尼克舊城 。在杜布羅夫尼克圍城戰期間，斯特拉頓街和附近的一些房屋曾在砲擊時受損，但現在大部分已經修復。現在這裡是杜布羅夫尼克的主要觀光區。